# Hôtel Moreau
L'hôtel Moreau, anciennement hôtel Lakanal, est un hôtel particulier français du XVIIIe siècle, à Paris.

## Situation et accès
Il est situé au 20, rue de la Chaussée-d'Antin, dans le 9e arrondissement de Paris. Depuis 2013, il est le siège du Conseil supérieur de la magistrature.

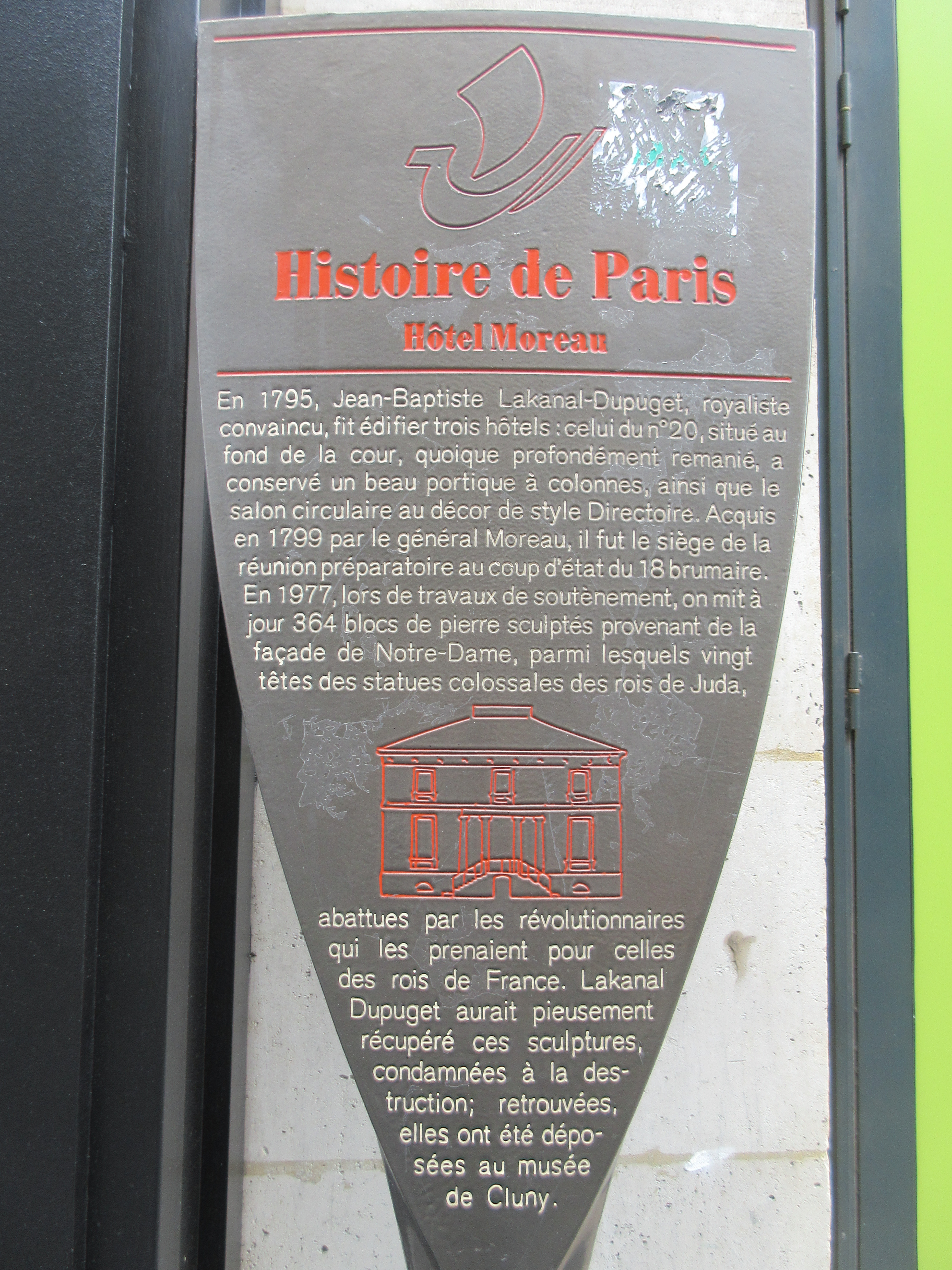
Panneau Histoire de Paris
« Hôtel Moreau ».

## Historique
L'hôtel est construit en 1797 par l'architecte François-Nicolas Trou dit Henry pour Joseph Lakanal, ancien conventionnel et membre du Conseil des Cinq-Cents. 
C'est dans cet hôtel que fut préparé le coup d'État du 18 Brumaire. On ignore si Henry fut également l'architecte des maisons construites sur la rue, nos  18 à 22, pour lesquelles un permis de construire fut délivré au Sr Bonin en 1790. 
L'hôtel est un édifice néo-classique de style Directoire qui se présente comme un pavillon isolé haut de deux étages avec un portique d'entrée présentant l'originalité d'un ordre ionique sans base. Son perron double mène à la porte d’entrée ménagée sous un petit péristyle composé de deux colonnes et de deux pilastres ioniques, qui l'abritent. « Des bandeaux horizontaux et une frise de métopes sous la corniche animent la façade ». La décoration de son salon circulaire est Premier Empire. 
« Côté jardin, la façade est centrée sur une rotonde correspondant au salon. L’immeuble construit à droite dans la cour est daté de 1801-1802. Il pourrait être l’œuvre de l’architecte et dessinateur Jean-Jacques Lequeu connu pour ses dessins extravagants » ; l'aile en retour est ainsi dite « aile Lequeu ».
Au milieu du XIXe siècle, l'hôtel et l'aile sont surélevés de deux niveaux et les façades sont modifiées. 
En 1977, 400 fragments sculptés appartenant à la façade de Notre-Dame de Paris sont retrouvés dans la cour de cet hôtel, notamment les têtes des statues des rois de Juda de la façade de la cathédrale, qui avaient été détruits par les révolutionnaires sans-culottes qui croyaient qu'il s'agissait des rois de France - et cachées par Jean-Baptiste Lakanal, le frère de Joseph. Elles sont actuellement exposées au musée national du Moyen Âge (musée de Cluny).
Le général Moreau (1763-1813) en fut propriétaire. Il lui donna son nom en l'occupant de 1799 à 1801.
En 1958, l'hôtel est acquis par la Banque française du commerce extérieur. 
Depuis 2013, l'hôtel est le siège du Conseil supérieur de la magistrature, qui siégeait auparavant au palais de l'Alma.
Ce bâtiment fait l’objet de multiples inscriptions au titre des monuments historiques :
- La décoration « Premier Empire » du salon circulaire depuis le 19 octobre 1927
- Les façades et toitures de l'hôtel depuis le 30 décembre 1977
- Plusieurs pièces de l'hôtel depuis le 8 juillet 2003

## Galerie

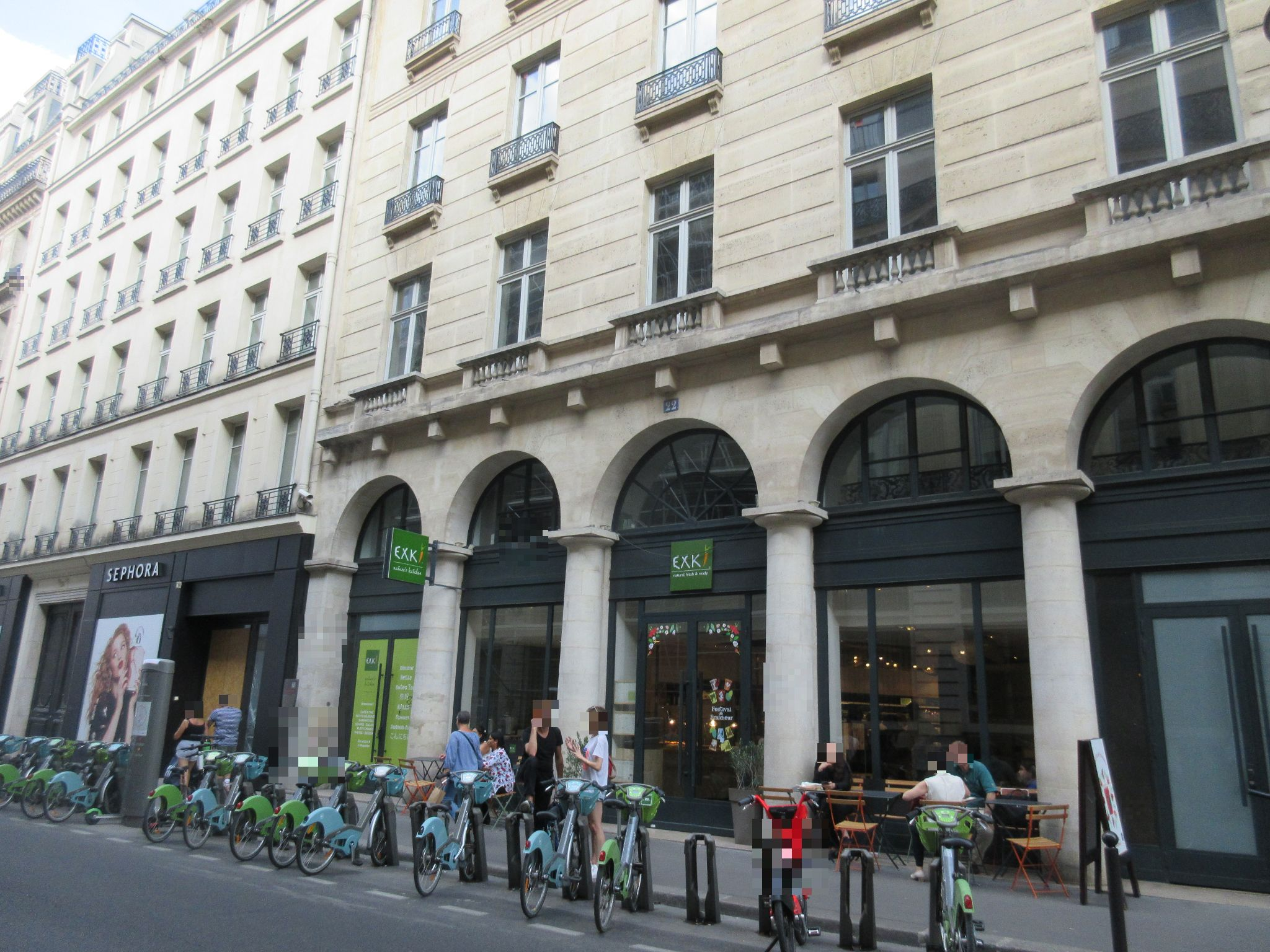
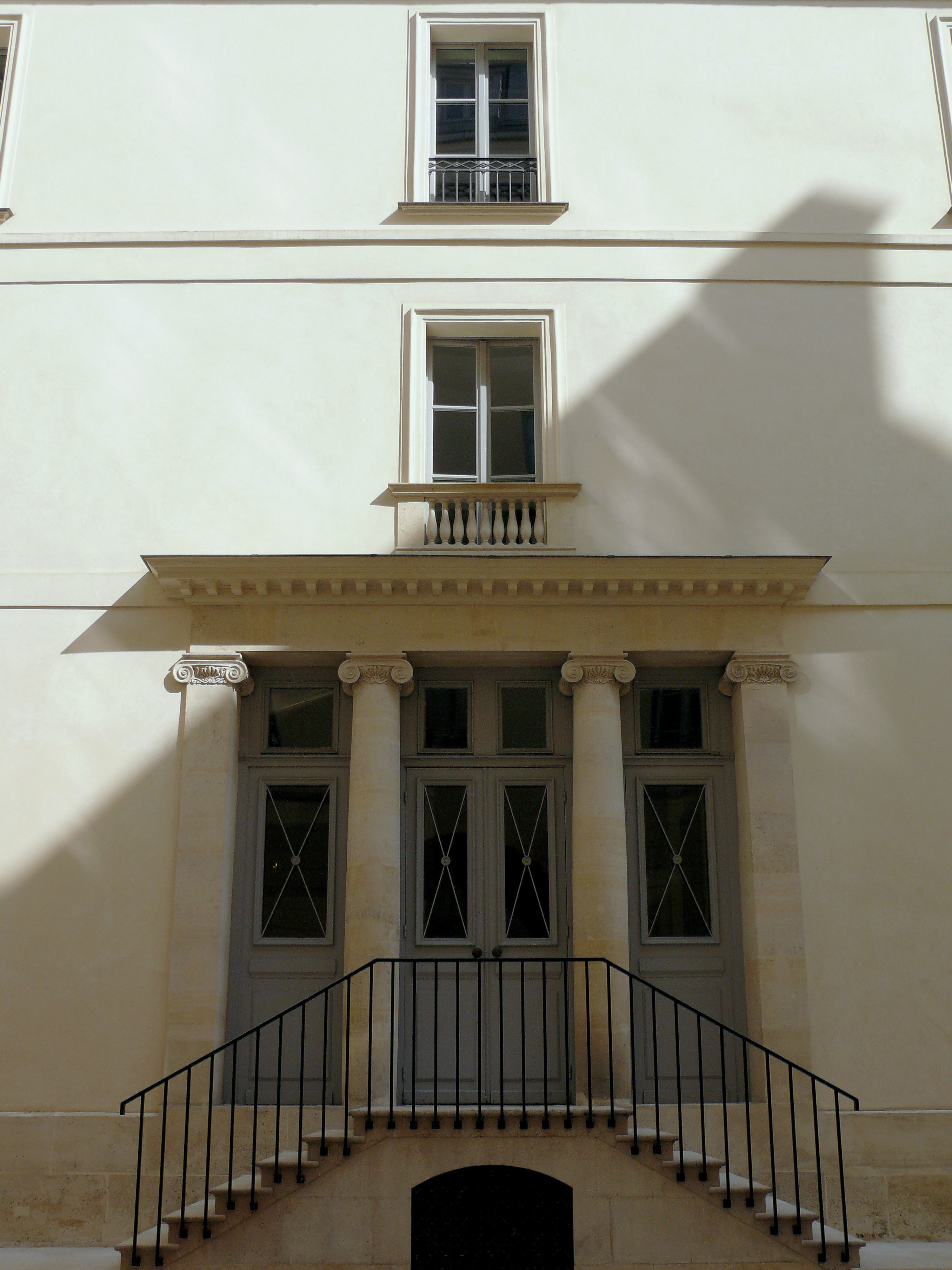
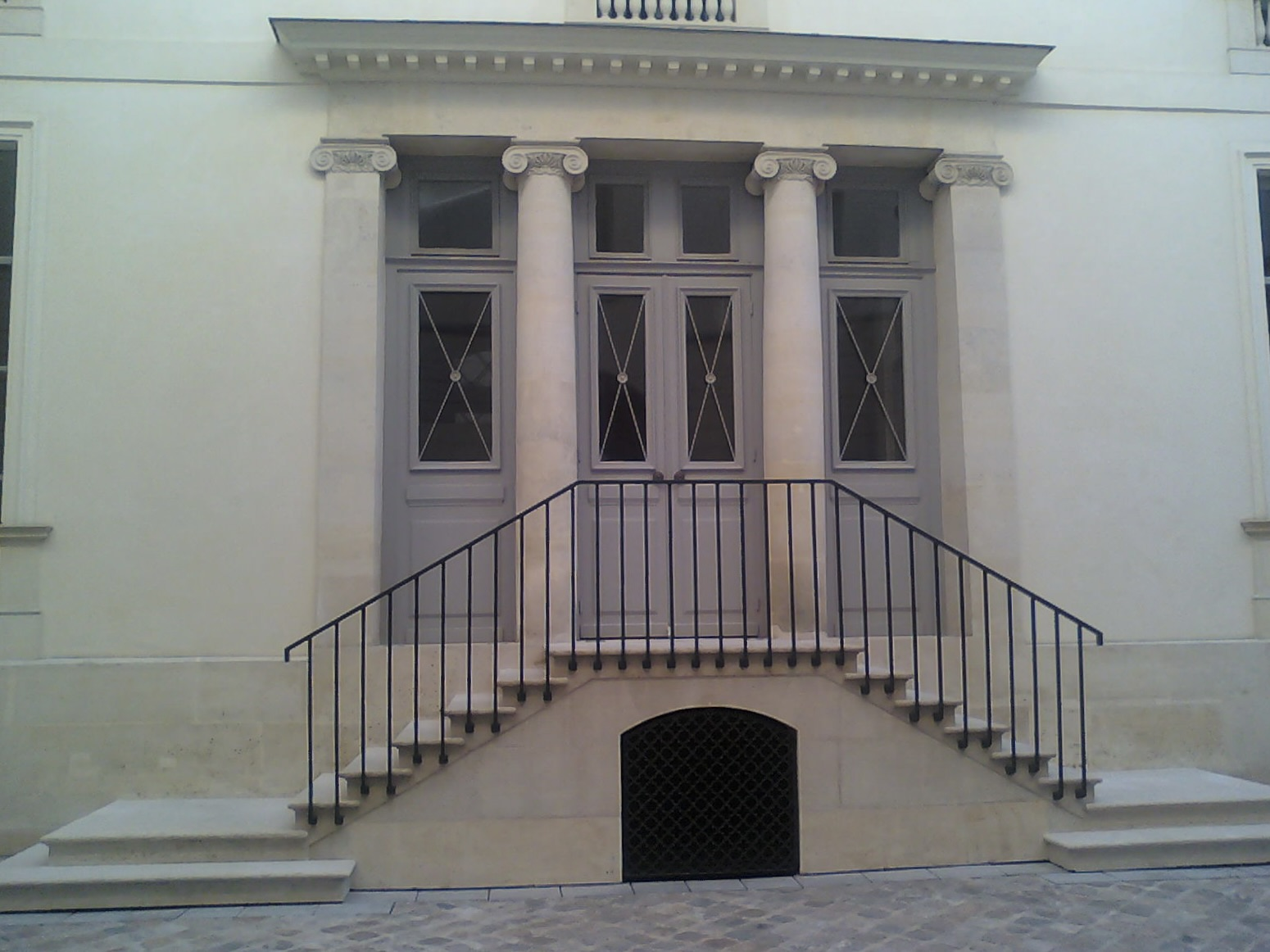